# Shengping (köpinghuvudort i Kina, Heilongjiang Sheng, lat 46,21, long 125,27)
Shengping (kinesiska: 升平, 升平镇) är en köpinghuvudort i Kina. Den ligger i provinsen Heilongjiang, i den nordöstra delen av landet, omkring 120 kilometer nordväst om provinshuvudstaden Harbin. Antalet invånare är 22 935. Befolkningen består av 11 080 kvinnor och 11 855 män. Barn under 15 år utgör 14,0 %, vuxna 15-64 år 79 %, och äldre över 65 år 6,0 %.
Runt Shengping är det ganska tätbefolkat, med 149 invånare per kvadratkilometer. Närmaste större samhälle är Yangcao, 17,3 km nordost om Shengping. Trakten runt Shengping består till största delen av jordbruksmark.
Genomsnittlig årsnederbörd är 739 millimeter. Den regnigaste månaden är juli, med i genomsnitt 211 mm nederbörd, och den torraste är januari, med 4 mm nederbörd.